# Henry Louis Champy
Henry Louis Champy (Clamart, 1846 – Parigi, 11 agosto 1902) è stato un operaio e attivista francese.
Fu una personalità della Comune di Parigi.

## Biografia
Operaio, mantenne dei rapporti con la Prima Internazionale ma non vi aderì. Durante l'assedio di Parigi del 1870 fece parte del 203º battaglione della Guardia nazionale e fu molto attivo nei club rivoluzionari. Eletto il 26 marzo 1871 al Consiglio della Comune dal X arrondissement, fu membro della Commissione sussistenza.
Arrestato il 7 luglio dai versagliesi, davanti alla corte marziale sostenne di essere stato eletto contro la propria volontà e di aver sempre difeso la Chiesa. Fu condannato alla deportazione in Nuova Caledonia, dove rifiutò di presentare domanda di grazia in quanto «ex-membro della Comune».
Dopo l'amnistia generale del 1880, tornò in Francia, riprese il suo mestiere e divenne presidente della Società dei proscritti del 1871. Aderì al Partito operaio socialista rivoluzionario di Jean Allemane e scrisse sul suo giornale, Le Parti ouvrier.